# Пенелопа колумбійська
Пенелопа колумбійська (Penelope perspicax) — вид куроподібних птахів родини краксових (Cracidae).

## Поширення
Ендемік Колумбії. Поширений лише у долині річки Каука. У 1980-х роках вид вважався вимерлим, але з тих пір невеликі популяції, що вижили, були знайдені в департаментах Каука, Вальє-дель-Каука, Кіндіо і Рісаральда. Населяє вологий первинний та вторинний ліс, узлісся та насадження дерев.